# Нова Каледонія
Нова́ Каледо́нія (фр. Nouvelle-Calédonie) — заморське володіння Франції з особливим статусом. Знаходиться в південній частині Меланезії. Займає групу островів у південно-західній частині Тихого океану, що складається з великого острова Нова Каледонія (Гранд-Терр) та ряду дрібних островів: Луайоте, Белеп, Пен та ін. Загальна площа 19 тис. км², площа виключної економічної зони 1,36 млн км². Межує на південному заході з економічною зоною Австралії, на півночі — з Вануату, на південному сході — з Фіджі.
Населення 271 407 осіб (2019, перепис). Адміністративний центр, найбільше місто й головний морський порт — Нумеа з населенням 100 237 осіб (2015).
Назву головному острову дав Джеймс Кук, який відкрив його для європейців. Гірський ландшафт нагадує Шотландію, яку в давнину називали Каледонією. Корінні жителі країни меланезійці називають Нову Каледонію Канаки (фр. Kanaky).

## Історія
Заселена близько 3500 років тому. Історія островів до контактів з європейцями простежується до XIII століття до н. е. завдяки знайденим у 1917 році залишкам давньої кераміки культури Лапіта. Першими жителями Нової Каледонії були австронезійські мігранти з Південно-Східної Азії — предки сучасних канаків. Власне канацька культура сформувалася в першій половині I тис. н. е. Вона відома як «цивілізація ямсу» через важливість цієї бульби як основного продукту харчування й у церемоніальних обмінах. Канаки жили родовими групами, які об'єднувались в абсолютно автономні племена. Всі члени племені мали спільну історію й проживали на певній території, що визнавалося іншими племінними групами. Племена мали мало контактів одне з одним, у результаті сформувалось багато мов.
Головний острів був відкритий Джеймсом Куком 1774 року. Активне проникнення європейців на Нову Каледонію почалося в 1820-х роках. Спочатку ще були китобої, торговці сандаловим деревом, а також англійські та французькі місіонери. Франція оголосила острови Нової Каледонії своїм володінням в 1853 році. З 1864 по 1897 роки французький уряд використовував їх як виправну колонію. Серед засуджених були й політичні в'язні, зокрема революціонерка Луїза Мішель. Становлення пенітенціарної колонії супроводжувалось захопленням земель корінного населення й вигнанням канаків з рідних земель. 1878 року канаки підняли повстання проти колонізаторів, воно тривало близько року й було жорстоко придушене. Наприкінці XIX ст. на острові Нова Каледонія французами були заведені плантації кави та інших товарних культур, проте цей проєкт зазнав невдачі. Натомість на перший план вийшли перспективи економічного розвитку за рахунок розробки корисних копалин, в першу чергу нікелю. Його видобування розпочалось 1874 року, а в кінці XIX — на початку XX ст. галузь переживала справжній бум, тисячі іноземних робітників були залучені в різних країн Азії та Океанії. Нікель і досі становить основу економіки Нової Каледонії.
Під час Першої світової війни жителів Нової Каледонії, як європейського походження, так і канаків, призивали до лав французької армії й відправляли воювати до Європи. Невдоволення корінного населення 1917 року вилилось у нове повстання, яке також було придушене. Переривання морських зв'язків архіпелагу з метрополією в роки Першої світової війни підірвало економіку Нової Каледонії й викликало депресію 1930-х років. під час Другої світової війни Нова Каледонія підтримала Вільну Францію генерала де Голля. Колонія практично не мала зв'язків з метрополією, натомість стала важливою військовою базою союзників, головним чином армії США. Американська присутність залишила міцний слід в культурному ландшафті країни.
Після закінчення Другої Світової війни для Нової Каледонії настав час фундаментальних політичних змін. 1946 року вона отримала статус заморської території Франції. Канаки стали французькими громадянами й отримали свободу пересування, до 1957 року на них поширилось і загальне виборче право. Протягом 1946—1958 років корінні жителі експериментували зі своїм новим статусом і формували нові уяви, відповідно до ситуації, що змінювалась. Почалось повільне формування канацьких політиків, які були б здатні вирішувати питання корінної громади. В нових реаліях відбувалося формування біполярного каледонського суспільства: з одного боку були європейці, з іншого — меланезійці. Відносини між двома основними громадами відзначалися почуттями взаємного презирства та прихованого расизму.
З 1969 по 1971 р. Нова Каледонія переживала етап стрімкого економічного зростання, пов'язаного з вибухом попиту в світі на нікель. 15—20 тис. іммігрантів додатково прибуло на острови, населення збільшилось на 20 %, і канаки вже не становили більшість населення. Після падіння цін на нікель у 1971—1972 роках економічний бум різко перервався, й настала економічна криза. Економічний спад найсильніше відчули на собі канаки. Незадоволення серед корінного населення стрімко зростало, канаки висували претензії до власності на землі та природні ресурси країни, вимагали визнання їхньої ідентичності, допуску до участі в політичному та економічному житті. На хвилі радикалізації політичних позицій у Новій Каледонії формуються нові партії протилежного спрямування (лоялісти та сепаратисти), які розпочали змагання за політичне лідерство. Перші спиралися на європейську громаду, другі — на канаків. Непорозуміння між таборами в 1984—1988 роках перейшло у відкриту конфронтацію, зіткнення між силами безпеки та сепаратистами відбувалися по всій Новій Каледонії, кров пролилася з обох боків.
Шок, який справили криваві події, спонукав сторони до мирних переговорів під егідою французької держави. 26 червня 1988 року в Парижі була підписана Матіньонська угода, яка поклала край жорсткому протистоянню між лоялістами та сепаратистами, скріпила компроміс і відкрила шлях до відновлення громадянського миру в Новій Каледонії. Матіньонська та наступна Нумейська угода 1998 року накреслили контури побудови спільної долі для всіх місцевих громад. Нова Каледонія отримала особливий статус заморської спільноти зі значною автономією та місцевою законодавчою й виконавчою владою. Острови були поділені на 3 провінції, також з елементами автономії. Влада в Північній провінції та на Островах Луайоте опинилася в руках прихильників незалежності, в Південній провінції — лоялістів. Поряд із децентралізацією, здійснювалось спрямування фінансових ресурсів на розвиток контрольованих канаками Північної провінції та провінції Острови Луайоте для подолання їхнього економічного відставання від розвиненої «європейської» Південної провінції. Із канацького середовища було підготовлено 450 осіб, які мали займати відповідальні посади на державній службі. Було конституційно встановлене каледонське громадянство, запрацював Традиційний сенат з повноваженнями розглядати питання, які стосуються вияву канацької ідентичності. Передбачалося, що назва країни, прапор, гімн, девіз, а також графічний дизайн банкнот повинні виявляти канацьку ідентичність і спільне майбутнє для всіх каледонців.
2018, 2020 і 2021 року громадяни Нової Каледонії тричі на референдумі голосували за незалежність від Франції. Відповідно 56,7 %, 53,3 % і 96,5 % учасників сказали «ні», тим самим проголосувавши за збереження своєї країни в складі Франції. Прибічники незалежності бойкотували третій референдум, в результаті явка виборців становила лише 43,9 %.

### Рух за незалежність
У травні 2024 року в Новій Каледонії почалися протести після того, як влада змінила правила голосування на місцевих виборах. Прем'єр-міністр Франції Габріель Атталь оголосив надзвичайний стан і комендантську годину. Також було введено військових для безпеки у портах та аеропорту. За даними уряду Франції, Азербайджан намагається розпалити напруженість у регіоні, в Баку заявили про непричетність. У липні президент Азербайджану Ільхам Алієв заявив про підтримку Новій Каледонії та Коморським островам у прагненні здобути незалежність, хоча Коморські Острови здобули незалежність 1975 року.
12 липня 2025 року в Парижі було підписано угоду про надання Новій Каледонії ширшої автономії з правом на міжнародне визнання як окремої держави та участі в міжнародних відносинах. Угода також передбачає громадянство Нової Каледонії (зі збереженням громадянства Франції).

## Географія

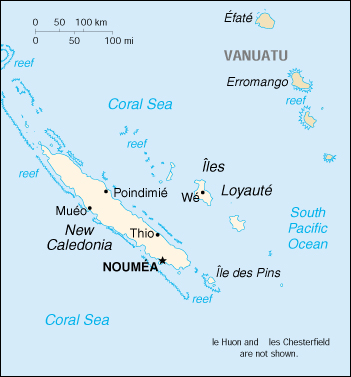
Мапа Нової Каледонії з CIA World Factbook

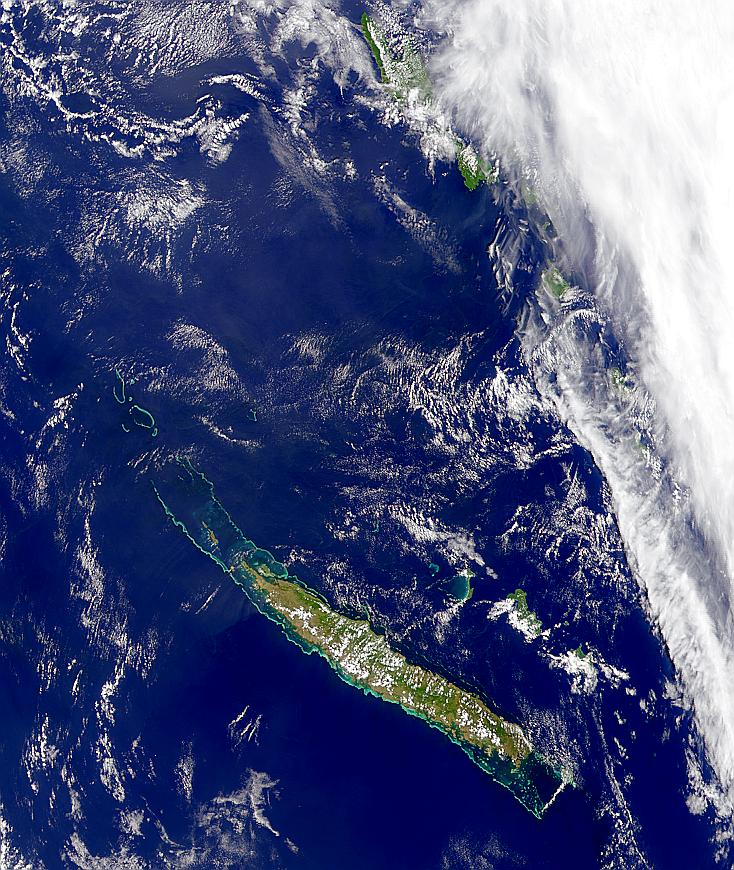
Нова Каледонія з космосу

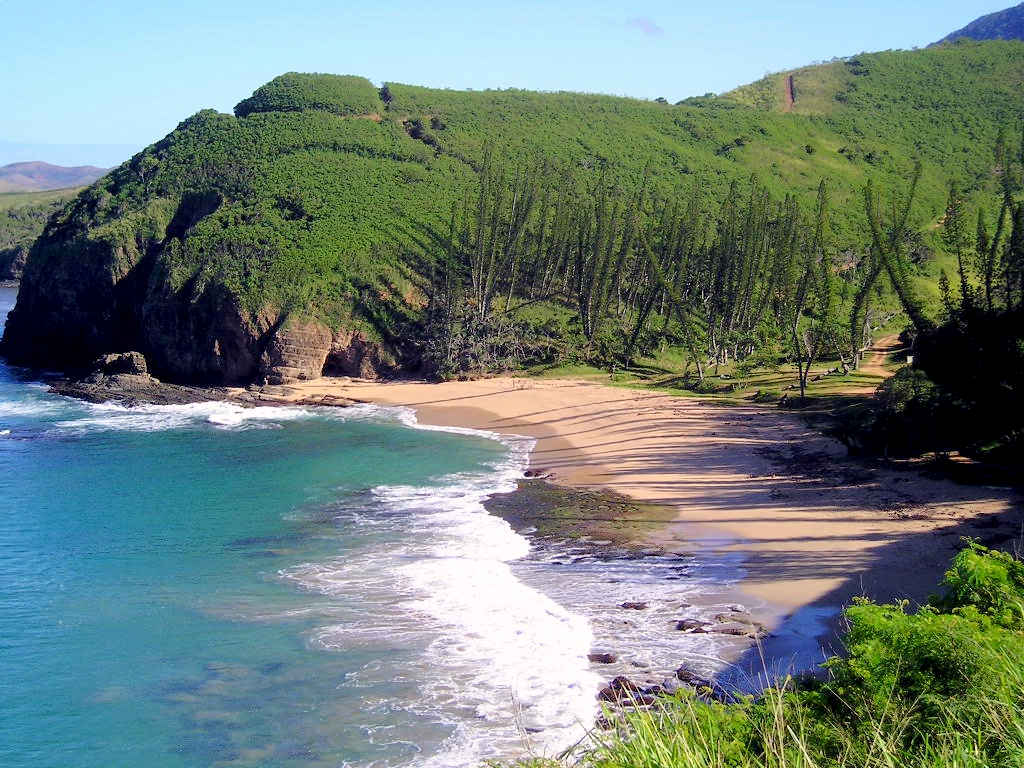
«Baie des Tortues» («Затока черепах») біля «La roche percée» («Пробитої скелі») в околицях міста Бурай.

Нова Каледонія знаходиться в південно-західній частині Тихого океану й омивається з півночі Кораловим морем; займає кілька островів: Нова Каледонія, архіпелаг Белеп, архіпелаг Луайоте, острів Пен, архіпелаг Честерфілд, острів Волпол; острови Матью та Гантер оскаржуються Вануату. Нова Каледонія розташована за 1200 км на схід від Австралії, 1500 км на північний захід від Нової Зеландії, за 500 км на північний схід від Нової Каледонії знаходиться Вануату.
Нова Каледонія — подовженої форми гористий острів. Берегова лінія сильно порізана, особливо на заході, й облямована кораловими рифами, які створюють навколо острова бар'єрний риф довжиною понад 600 км. Рельєф: на заході — горбисті рівнини й низькі гірські пасма, на сході — гори, посічені крутими ущелинами. Місцями схили розділені плоскими пенепленами, максимальна висота 1628 м (гора Паньє).
Надра Нової Каледонії містять значні запаси багатьох металів, серед яких нікель, хром, залізо, золото, мідь, свинець, цинк, срібло, марганець, кобальт. Особливе місце серед них займає нікель.
Клімат тропічний. Наземні флора та фауна островів винятково багаті на ендемічні види. Для морських організмів показник ендемічності значно нижчий, але на відносно невеликій площі тут існує надзвичайне підводне біорізноманіття.

## Туризм
Нумеа — столиця й єдине «справжнє місто» країни. Це один із найколоритніших населених пунктів Меланезії. Зовсім крихітне за європейськими мірками місто (90 тис. жителів), Нумеа має свою привабливість. Його ще називають «тихоокеанським Парижем». Від пляжу Енс-Вата (фр. Anse Vata) на півдні до північних передмість Кутіо (фр. Koutio) та Яго (фр. Yahoué) Нумеа тягнеться аж на 15 км. Центром міста є зелена площа Кокотьє (фр. Place des Cocotiers), навколо якої зосереджене все ділове й культурне життя столиці.
Комуна Єнген (фр. Hienghène) розташована на східному узбережжі острова Нова Каледонія, яке відокремлене від західного гірськими хребтами, що досягають деколи 1500-метрової висоти, й знаходиться під впливом вологих тихоокеанських пасатів, що дмуть зі сходу. Тому всюди тут буяє тропічна рослинність. Пейзажі дуже мальовничі, з крутих гір спадають водоспади, найбільший із них — Тао (фр. Tao).
Узбережжя острова Ліфу порізане глибокими бухтами з білосніжними піщаними пляжами. Море тут особливо яскравого блакитного кольору. Весь острів суцільно вкритий тропічними лісами, ніби спеціально створеними для піших і верхових прогулянок. Тут варто відвідати ванільну плантацію, містечко Хнатало — центр однойменного племені з найбільшою канацькою хатиною і характерною колоніальною церквою, красиву бухту Джокін з морськими гротами й каплицю Нотр-Дам Лурдську, яка стоїть на краю високого пагорба, що обривається в океан. У сусідній бухті зазвичай кидають якір круїзні лайнери, що прибувають до острова. На Ліфу добре зупинитися неподалік від Ве, столиці острова, в бунгало Drehu Willage, в якому завжди можна зустріти людей з усіх кінців світу.
Острів Пен — перлина Нової Каледонії, своїми підводними красотами він приваблює аквалангістів і пірнальників. З усіх островів він, мабуть, найпопулярніший у туристів. Острів отримав назву від безлічі високих араукарій, що додають острову неповторний впізнаваний колорит. У містечку Сен-Моріс, де вперше висадилися французькі місіонери, є незвичайний пам'ятник — статуя Христа, оточена канацькими тотемами. На острові багато мальовничих печер і гротів, цікаві руїни старої колоніальної в'язниці.

## Економіка
Економіка Нової Каледонії базується на видобутку нікелю. Істотний дохід приносить туризм, а також фінансові субсидії від Франції. Галузі промисловості: видобуток нікелю і заліза, кольорова металургія, рибальство. Корисні копалини: родовища нікелю (25 % розвіданих світових запасів) і заліза. Крім того, є поклади руд хрому, кобальту, марганцю, срібла, золота, свинцю, міді. У сільському господарстві вирощуються: кавове дерево, кокосові пальми, картопля, соняшник, пшениця, кукурудза, ямс, таро, батат, маніок. Розводять велику рогату худобу, а також свиней, кіз, овець і коней. Вирощують в аквакультурі креветок.
Експорт (1,3 млрд дол. у 2008-му) — феронікель, нікелева руда, риба. Основні покупці — Франція 19 %, Японія 18 %, Іспанія 7 %, Китай 6,5 %, Бельгія 5 %. Імпорт (2 млрд дол. у 2008 р.) — машини та обладнання, паливо, хімікати, продовольство. Основні постачальники — Франція 37 %, Сингапур 18 %, Австралія 11,5 %, Нова Зеландія 5 %.

## Політика
Політична система та установи Нової Каледонії сформувалися після тривалого протистояння, переговорів, компромісів та взаємних поступок між основними громадами країни — європейцями, за спиною яких стояли владні сили, та сепаратистами-канаками, що представляють корінне населення країни. Нинішня організація інституцій і баланс сил були народжені двома установчими актами: угодою Матіньон-Удіно 1988 року та Нумейскою угодою 1998 року. Перша з них завершила громадянську війну, народила провінції та визнання безлічі нових легітимних понять. Друга заснувала місцеві колегіальний уряд та Конгрес, спрямувала Нову Каледонію на шлях «спільної долі» та каледонського громадянства. В Новій Каледонії поступово створювалась інституційна архітектура, яка є унікальною в межах Французької Республіки.

Прапор руху за незалежність

Нова Каледонія в рамках Французької держави має особливий еволюційний статус (sui generis), вона володіє специфічними інститутами та користується законодавчими актами, призначеними виключно для неї. Органічний закон ділить повноваження та відповідальність між державою (Францією), Новою Каледонією, її провінціями та комунами, організовує роботу уряду, Конгресу, Звичаєвого сенату Нової Каледонії та провінційних установ, визначає порядок виборів до місцевих органів влади та умов, за яких Нова Каледонія має ухвалювати рішення про своє майбутнє. Конгрес Нової Каледонії розділяє законодавчу владу з Національними зборами Франції. Особливий статус Нової Каледонії передбачає також місцеві органи виконавчої влади. Влада в Новій Каледонії здійснюється на декількох рівнях: на рівні Нової Каледонії в цілому, на рівні трьох провінцій та на рівні місцевих громад.
Кожен, хто народився в Новій Каледонії, юридично є громадянином Франції й може голосувати на виборах президента Франції. На національному рівні Нова Каледонія має по два представники в Національних зборах та Сенаті Франції. В Новій Каледонії діють французька Конституція та інші закони Франції, а також укази та законодавчі норми центральної влади, які стосуються Нової Каледонії. Крім того, тут приймаються й діють власні закони, рішення Конгресу, укази Президента уряду Нової Каледонії.
Президент Франції є офіційним очільником Нової Каледонії. Влада Франції на території представлена Верховним комісаром (фр. Haut-commissaire de la République en Nouvelle-Calédonie), що призначається президентом Франції після обговорення в Раді міністрів.
Нова Каледонія має власний парламент — Конгрес (фр. Congrès de la Nouvelle-Calédonie), законодавчий орган, що складається з 54 депутатів, які обираються раз на 5 років. Кожна провінція має в Конгресі фіксовану кількість представників: 32 місця зарезервовано за Зборами Південної провінції, 15 — за Зборами Північної провінції та 7 — за Зборами Островів Луайоте. До повноважень Конгресу належать оподаткування, територіальний бюджет, регулювання цін, запобігання шахрайству, координація місцевого законодавства, цивільні справи, організація територіальних служб, трудове законодавство, регулювання в галузі початкової освіти, охорони здоров'я, санітарії й соціального захисту, культури та спорту, інфраструктури, видобутку корисних копалин тощо. Конгрес обговорює й приймає закони, що стосуються загальних для всієї Новій Каледонії справ. Статус цих законів прирівнюється до законів, прийнятих парламентом Франції.
Конгрес на основі пропорційного представництва представлених у ньому політичних груп і партій формує колегіальний уряд Нової Каледонії (фр. Gouvernement collégial de la Nouvelle-Calédonie). Очолює його президент Конгресу, який, відповідно, є й найвищою посадовою особою країни. Уряд має повноваження в галузях, які не є виключною прерогативою французької держави. В своїй діяльності уряд консультується зі Звичаєвим сенатом (фр. Sénat coutumier) з питань, що стосуються корінних жителів країни, та Економічно-соціальною радою (фр. Conseil économique et social) з питань економічного, соціального, культурного та екологічного характеру.
Провінції Нової Каледонії наділені функціями самоврядування. Кожна з них має власні провінційні збори — виборний законодавчий орган, який із числа своїх членів формує провінційний виконавчий орган. До компетенції провінційних органів влади належать, серед іншого, управління морським суспільним надбанням, що дозволяє їм здійснювати свої екологічні повноваження та економічний розвиток, а також повноваження ухвалювати рішення, що стосуються видобутку корисних копалин. Поділ Нової Каледонії на провінції був запроваджений 1989 року й був спрямований на встановлення балансу політичних сил країни. Південна провінція в основному заселена противниками незалежності Нової Каледонії, Північна провінція та Острови Луайоте — навпаки, її прибічниками.
Органи місцевої влади існують на рівні комун (муніципалітетів) і загалом відповідають загальним для Франції принципам діяльності таких структур.
У Новій Каледонії співіснують дві форми цивільного стану: цивільне право для європейців та інших громад мігрантів і звичаєве право для канаків. Населення, що живе в умовах звичаєвого цивільного стану, має власні звичаєві органи влади й альтернативний звичаєвий адміністративний поділ країни.

## Адміністративний поділ
З 1989 року Нова Каледонія поділяється на три провінції: Північна, Південна та Острови Луайоте. Зберігається також поділ на 33 муніципальні утворення (комуни). Географічні межі провінцій загалом збігаються з межами муніципальних утворень, за винятком комуни Поя, розділеної між Північною та Південною провінціями.
| Емблема | Провінція                                       | Площа, км² | Населення, осіб (2019, перепис) | Адміністративний центр | Включає комуни |
| ------- | ----------------------------------------------- | ---------- | ------------------------------- | ---------------------- | --- |
|         | Північна (фр. Province Nord)                    | 9 582      | 49 910                          | Коне (фр. Koné)        | Белеп (фр. Belep, 21 на мапі), Во (фр. Voh, 17), Єнген (фр. Hienghène, 24), Кала-Гомен (фр. Kaala-Gomen, 18), Канала (фр. Canala, 30), Коне (фр. Koné, 16), Куауа (фр. Kouaoua, 29), Кумак (фр. Koumac, 19), Понерігуан (фр. Ponérihouen, 27), Поя (фр. Poya, 14, північна частина), Пуебо (фр. Pouébo, 23), Пуанбу (фр. Pouembout, 15), Пуендіміе (фр. Poindimié, 26), Пум (фр. Poum, 20), Тухо (фр. Touho, 25), Уегоа (фр. Ouégoa, 22), Хуаїлу (фр. Houaïlou, 28) |
|         | Південна (фр. Province Sud)                     | 7 012      | 203 144                         | Нумеа (фр. Nouméa)     | Булупарі (фр. Boulouparis, 8), Бурай (фр. Bourail, 13), Думбеа (фр. Dumbéa, 6), Ла-Фоа (фр. La Foa, 9), Мон-Доре (фр. Le Mont-Dore, 4), Муанду (фр. Moindou, 12), Нумеа (фр. Nouméa, 5), Острів Пен (фр. L’Île-des-Pins, 3), Паїта (фр. Païta, 7), Поя (фр. Poya, 14, південна частина), Саррамеа (фр. Sarraméa, 10), Тіо (фр. Thio, 1), Фаріно (фр. Farino, 11), Яте (фр. Yaté, 2)                                                                                 |
|         | Острови Луайоте (фр. Province des îles Loyauté) | 1 981      | 18 353                          | Ве (фр. Wé)            | Ліфу (фр. Lifou, 32), Маре (фр. Maré, 33), Увеа (фр. Ouvéa, 31) |
|         | Нова Каледонія                                  | 18 575     | 271 407                         | Нумеа                  | |

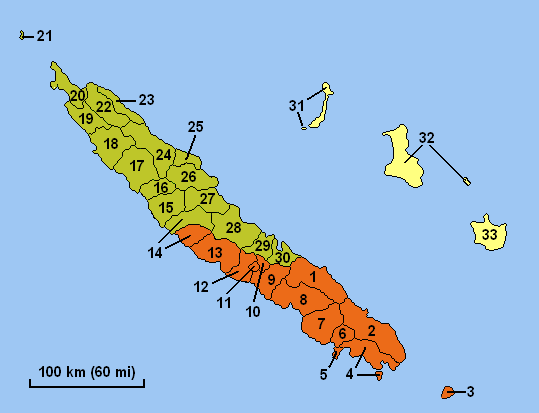
Адміністративний поділ Нової Каледонії на провінції та комуни:
Північна провінція,
Південна провінція,
провінція Острови Луайоте

Паралельно існує звичаєвий адміністративний поділ, який поширюється на населення, що живе в умовах звичаєвого цивільного стану. З 1999 року Нова Каледонія поділяється на 8 звичаєвих областей (фр. Aire Coutumière), 5 із них розташовані на острові Нова Каледонія, ще 3 — на островах Луайоте. Звичаєві області складаються зі звичаєвих округів (фр. District Coutumier), звичаєві округи — з племен (фр. Tribu). Всього в Новій Каледонії є 61 звичаєвий округ і 341 плем'я.

## Демографія
- Чисельність населення — 271 407 осіб (2019, перепис)[13].
- Річний приріст — 1,17 % (2023, оцінка)[14].
- Фертильність — 1,84 народження на 1 жінку (2023, оцінка)[14].
- Середня тривалість життя — 79 років (75 — у чоловіків, 83 — у жінок, 2023, оцінка)[14].
- Дитяча смертність — 4,92 випадки на 1000 народжень (2023, оцінка)[14].
- Етнічний склад: канаки — 41,2 % (111 856 осіб), європейці (в основному французи) — 24,1 % (65 488 осіб), увеанці й футунці — 8,3 % (22 520 осіб), таїтяни — 2,0 % (5366 осіб), індонезійці — 1,4 % (3786 осіб), ні-вануату — 0,9 % (2313 осіб), в'єтнамці — 0,8 % (2230 осіб), інші азійці — 0,4 % (1181 особа), кілька громад і метиси — 11,3 % (30 758 осіб), інші — 9,5 % (25 909 осіб) (2019, перепис)[13].
- Мови: французька — офіційна, 28 мов і груп діалектів корінного населення (одна — полінезійська, решта — меланезійські) визнані на території Нової Каледонії «мовами навчання та культури».
- Релігії: більшість населення християни (католики — 60 %, протестанти — 30 %), є також мусульмани-суніти (4 %). Канаки, поряд з християнством, сповідують традиційні місцеві вірування.
- Грамотність — 96,9 % (2023)[14].
- Міське населення — 72,7 % (2023)[14].

## Культура
Культурне та мистецьке життя Нової Каледонії відбиває надзвичайну різноманітність походження її населення. В різний час на острови прибуло багато народів, носіїв багатьох традицій і поглядів на світ. Канаки, меланезійці за походженням, зі своєю виразною клановою (родо-племінною) структурою суспільства є корінними мешканцями архіпелагу. Громада європейців у більшості своїй складається з нащадків вільних поселенців та колишніх засуджених, які прибули на архіпелаг після того, як ним заволоділа Франція в 1853 році. При цьому серед перших вільних поселенців значну долю становили особи англо-саксонського походження, а серед депортованих були не лише французи, а й зокрема, кабіли з Алжиру. Протягом багатьох поколінь, вони виробили унікальні звичаї, що відрізняють їх від французів. Тепер канаки та європейці складають дві основі громади Нової Каледонії. Починаючи з кінця XIX ст., до них додались трудові мігранти з країн Азії та Океанії, також зі своїми особливими культурними традиціями.
На відміну від інших країн Меланезії, в Новій Каледонії європейська культура повністю переважає над культурою корінного населення. Протягом колоніальної доби канаки перейняли іноземний спосіб життя, який стояв вище за їхній власний. Особливо виразно домінування європейської культури відчувається в столиці Нумеа, що являє собою типово європейське місто. Села, населені канаками, також зазнали сильного європейського впливу, хоча зовні й зберігають деякі традиційні риси. Традиційне канацьке житло круглої або прямокутної форми, крите пальмовим листям, зустрічається зараз лише в невеликих, найвіддаленіших від Нумеа селах. Подекуди круглі житла місцевого типу з високим конічним дахом споруджують для себе традиційні вожді. Майже нічого не збереглося в корінного населення й від колишнього начиння, одягу. Канаки тепер носять одяг європейського крою. Трохи краще вони зберігають традиційні навички приготування їжі, проте, й тут все більш відчувається європейський вплив.
Розвиток канацького націоналізму в 1970-і роки спонукав корінне населення по новому поглянути на своє походження, ідентичність, бажання повернути свою культурну спадщину. Незважаючи на прийняття канаками іноземної мови, релігії, одягу та грошової економіки, життя в їхньому суспільстві продовжує регулюватись звичаями, що включають набір сталих правил і ритуалів. Канацький світ включає їхніх предків, колективну та особисту долю, зв'язок із землею й усім тим, що вона дає. Канацьке суспільство структуроване в клани, що об'єднуються й ідентифікуються навколо свого вождя. Воно розглядає групу в цілому й не відокремлює окрему людину від її оточення. Тут поважаються сили природи, а основними цінностями є сила слова та жести під час проведення традиційних церемоній обміну. Символічними елементами «заряджене» традиційне житло. Ямс, священна бульба, знаходиться в самому серці канацьких звичаїв. Всі суспільні події відбуваються паралельно розвитку цієї бульби, символічно він скріплює альянси між кланами, є гарантією сказаних слів.
Демонстрацією відродження канацької культури та канацької ідентичності став фестиваль «Меланезія 2000», який відбувся в Нумеа в 1975 році. Нумейська угода 1998 року підняла статус і значення меланезійської культури, й вона стала більш помітною в новокаледонському суспільстві. Серед іншого, наголошується на необхідності захисту канацької самобутності, дотриманні норм і правил канацького суспільства. 1998 року, напередодні підписання Нумейскої угоди, на околиці Нумеа був відкритий Культурний центр Чибоу (фр. Centre Culturel Tjibaou). Його завдання полягає в проведенні досліджень, збиранні та збільшенні канацької культурної спадщини, впровадженні та розвитку канацької художньої творчості, формуванні й підтримці виникнення культурних практик, спільних для всіх жителів Нової Каледонії. Центр надає підтримку різним мистецьким ініціативам канаків (танці, пісні, музика тощо), займається організацією регіональних та міжнародних культурних обмінів.
Новокаледонське культурне життя значно розвинулося, починаючи з кінця XX ст., й охоплює музику, танці, театр, літературу, кіно, образотворче мистецтво.
До числа найвідоміших новокаледонських літераторів належать Франсіс Карко (фр. Francis Carco, 1886—1958), Жорж Боду (фр. Georges Baudoux, 1870—1940), Жан Маріоті (фр. Jean Mariotti, 1901—1975), Фредерік Олен (фр. Frédéric Ohlen, нар. 1959), Ніколя Куртович (фр. Nicolas Kurtovitch, нар. 1955), Бернар Бергер (фр. Bernard Berger, нар. 1957). До числа відомих канацьких авторів належать письменниця Деве Городе (фр. Déwé Gorodey, 1949—2022), поет Поль Вамо (фр. Paul Wamo, нар. 1981), драматург П'єр Гоп (фр. Pierre Gope, нар. 1966). Будинок книги в Нумеа організовує літературні вечори, здійснює підтримку авторів.
Вся новокаледонська література франкомовна, але твори канацьких письменників нерідко посилаються на місцеву міфологію та легенди, значний масив яких тепер записаний. Канацьке суспільство продовжує підтримувати усну традицію. На громадських зібраннях традиційні лідери виголошують багатослівні промови, «читають» родоводи й історії. Оральні знання носять колективний характер і передаються з покоління в покоління. Вони містять переконання й символічні уяви народу, канацьке бачення світу, вони є основою ідентичності кланів.
Театральна сцена Нової Каледонії є надзвичайно різноманітною й завдячує динамічності місцевих груп, які створюють вистави, засновані на традиційних темах, поточних подіях або класиці. В середині року проходить фестиваль Пікінікі (фр. Pikiniki), орієнтований на молодіжну аудиторію. Діють пересувні театральні групи, які мандрують всією Новою Каледонією. Це своєрідні мобільні культурні центри, вистави включають шоу з танцями, поетичні й театральні виступи, показ кіно.
Канека (фр. Kaneka) — знаковий новокаледонський музичний стиль, що народився в 1980-х роках. Він побудований на традиційних канацьких ритмах й увібрав у себе також мелодії регі, джазу та блюзу. Пісні виконуються французькою або місцевими мовами з використанням традиційних музичних інструментів, таких як конх (раковина молюска) або обтягнуті шкірою барабани, а також сучасних електрогітар та синтезаторів.
Єдиний у Новій Каледонії мультиплекс розташований у місті Нумеа. В Ла-Фоа проходить щорічний кінофестиваль (фр. Festival du Cinéma de La Foa), який включає показ фільмів різних країн і місцевих трейлерів, конкурси короткометражних фільмів, музичних кліпів. В жовтні відбувається міжнародний фестиваль Ânûû-rû Âboro (мовою пайчи це означає «людина-тінь», а також «кіно»), на якому демонструються документальні й короткометражні фільми на тему особливостей традиційного життя корінних народів з різних куточків світу.

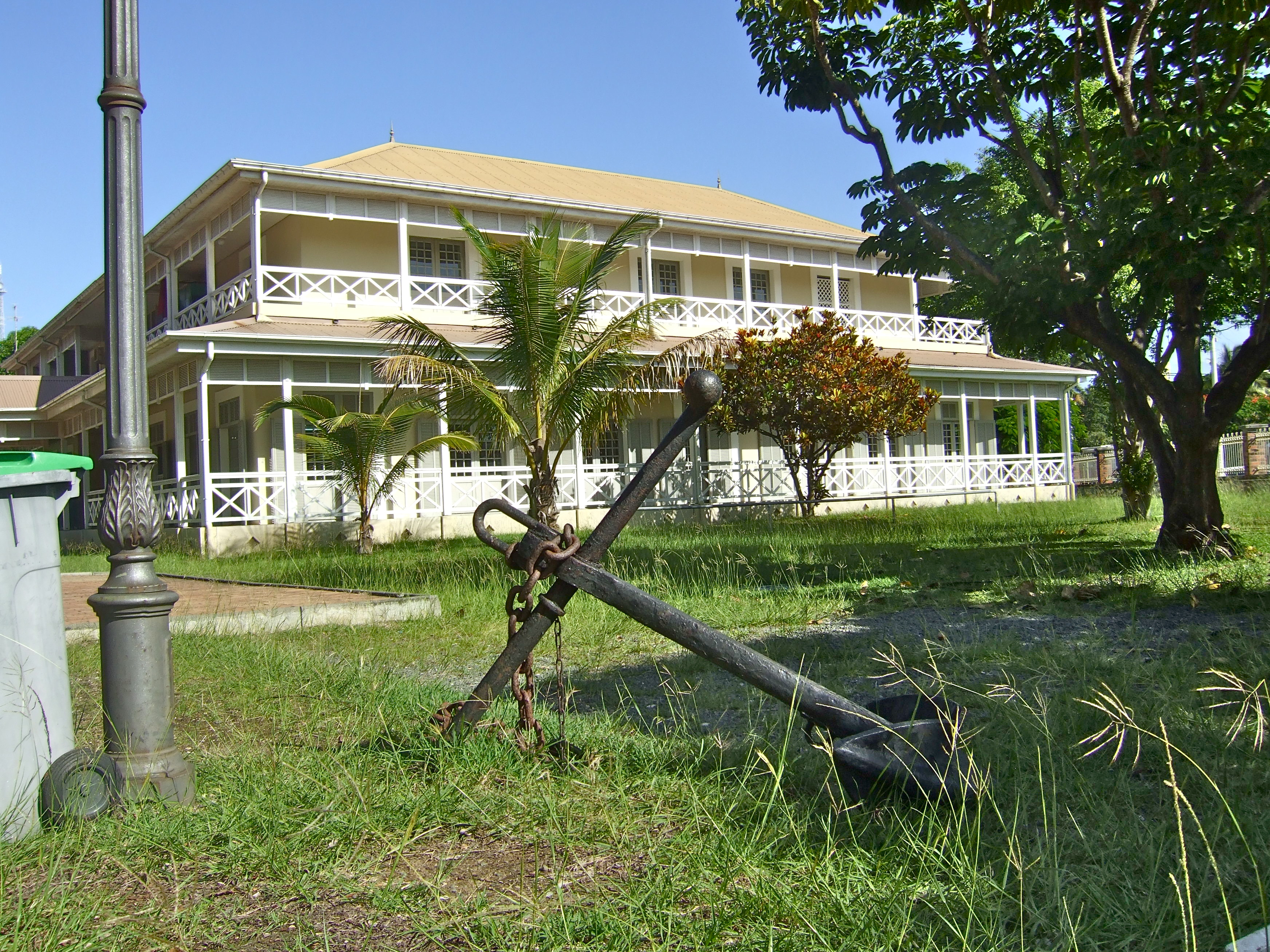
Бібліотека Бернгейма в Нумеа

У самому серці Нумеа розташована бібліотека Бернгейма (фр. Bibliothèque Bernheim), яка діє ще з 1905 року й міститься в будівлі, що стоїть з колоніальної доби. Тут зберігається понад 100 тис. томів літератури, колекція DVD-дисків. Нумеа має чотири музеї. Музей Нової Каледонії (фр. Musée de Nouvelle-Calédonie) містить гарну колекцію експонатів канацької культури та культури інших народів Океанії. Музей міста Нумеа (фр. Musée de la ville de Nouméa) розповідає про історію столиці та її жителів. Музей морської історії (фр. Musée de l'histoire maritime) має колекцію археологічних предметів, знайдених на різних кораблях, що затонули навколо Нової Каледонії. Музей Другої світової війни зберігає експонати, що демонструють повсякденне життя солдатів і цивільних осіб під час війни. Кілька музеїв розташовані за межами Нумеа. Серед них музеї гірничої справи в Тьєбагі та Тіо, екомузей кави у Во, музей традиційного мистецтва канаків в Єнгені, музей історії й народного мистецтва в Бураї.
Кухня Нової Каледонії є відображенням різномаїття її населення. Вона увібрала французькі кулінарні традиції, але тут є й багато популярних страв, що походять з інших країн: в'єтнамські роли нем, індонезійська локшина бамі, полінезійський десерт пое, антильські оладки акрас, реюньйонські мариновані овочі ачар тощо. Конкуренцію їм складає традиційна канацька бугна — запечені в банановому листі овочі та морепродукти.
Самобутньою культурою відрізняються кальдоши (франконовокаледонці), що живуть у сільській місцевості на західному узбережжі острова Нова Каледонія й займаються скотарством. Вони проводять щорічний ярмарок у Бураї, під час якого відбуваються родео, змагання з великою рогатою худобою та конями, кінні перегони, змагання на ретро-автомобілях, приготування й дегустація традиційних страв, концерти й танці, паради мажореток.
Свята, які відзначають у Новій Каледонії, ті самі, що й у Франції:
- 1 січня — Новий рік
- Березень — квітень — Великдень
- 1 травня — День Праці
- 8 травня — День Звільнення
- травень — Вознесіння Христове, Трійця і Духів день
- 14 липня — День взяття Бастилії
- 15 серпня — Успіння Богородиці
- 1 листопада — День Всіх Святих
- 11 листопада — День Пам'яті (День перемир'я у Першій світовій війні)
- 25 грудня — Різдво

## Регіональне співробітництво
22 000 км відділяють Нову Каледонію від метрополії. В географічному, культурному й історичному плані острови є невід'ємною частиною Океанії. Проте історичні події обумовили певну ізоляцію країни в регіоні. Поряд із Французькою Полінезією та Волліс і Футуна, Нова Каледонія є однією з трьох французьких заморських територій у Тихому океані. Французькі володіння утворюють франкофонську зону Океанії й у культурному, а ще більше в політичному, плані вони певною мірою протистоять решті, у більшості своїй англомовних і в більшості своїй незалежних, країн регіону. Французькі ядерні випробування, що проводилися з 1966 по 1996 р. у Французькій Полінезії, викликали різкі протести з боку урядів і громадської думки в країнах регіону. Франція була основним ворогом для острівних океанійських держав, серед яких розвинулося сильне почуття регіональної єдності. Серед чиновників країн Океанії й досі зберігається напруженість у стосунках із французькою бюрократією, яку вони сприймають як конкурента в боротьбі за сфери впливу.
Нумейська угода 1998 року відкрила для Нової Каледонії перспективи тіснішого співробітництва на регіональному рівні. Країна отримала право підписувати міжнародні угоди в галузі торгівлі, технічного співробітництва, охорони здоров'я й навколишнього середовища. Очікується, що Нова Каледонія матиме також право стати членом деяких міжнародних організацій, в першу чергу в Тихоокеанському регіоні.
Південнотихоокеанська комісія (англ. South  Pacific Commission, SPC, фр. Commission du Pacifique Sud) була створена 1947 року з метою збору коштів для регіонального розвитку й роботи зі спонсорами з Австралії, Новій Зеландії, Сполучених Штатів, Франції, Європейського союзу, Японії. Із самого початку штаб-квартира організації розташовувалась у Нумеа. 2006 року Комісія змінила свою назву на Секретаріат Тихоокеанської спільноти (англ. Pacific Community, фр. Communauté du Pacifique). Вона є найбільшою міжнародною організацією Тихоокеанського регіону й охоплює 27 держав і територій, включаючи 3 французькі: Нова Каледонія, Французька Полінезія та Волліс і Футуна.
2006 року Нова Каледонія стала асоційованим членом Форуму тихоокеанських островів, міжурядової політичної організації регіональної співпраці, яка об'єднує 18 незалежних країн і залежних територій Океанії. Форум претендує на роль колективного представника інтересів держав Тихого океану на світовій арені. 1994 року він отримав статус спостерігача в Генасамблеї ООН. Спочатку Нову Каледонію в організації представляла об'єднана група політичних партій канаків, що виступають за незалежність, а 2016 року вона набула повного членства.
Група Меланезійського вістря (англ. Melanesian Spearhead Group, MSG, фр. Groupe mélanésien Fer de lance, GMFL) — це альянс меланезійських країн, що включає Соломонові острови, Папуа Нову Гвінею, Вануату та Фіджі. Організація була створена в березні 1988 року. З 1989 року її членом є новокаледонська партія Канацький соціалістичний фронт національного визволення. 2015 року асоційованим членом стала Індонезія. Група Меланезійського вістря виступає з антиколоніальних позицій, а також сприяє пожвавленню економічного співробітництва між країнами Меланезії. Організація висловлює солідарність з рухом за незалежність у Новій Каледонії.
Ще однією організацією, в якій бере участь Нова Каледонія, є Регіональна програма з навколишнього середовища Тихого океану (англ. Pacific Regional Environment Programme, PREP, фр. Programme régional océanien de l’environnement, PROE). Ця міжурядова організація організовує допомогу океанійським країнам і територіям в галузі сталого управління їхніми острівними ресурсами і морськими екосистемами. Вона складається з 25 членів, крім регіональних учасників, це ще чотири розвинені країни, що мають безпосередні інтереси в регіоні (Австралія, Нова Зеландія, США та Франція).
Важливим елементом інтеграції Нової Каледонії в своїй географічній зоні є регіональне військове співробітництво. На архіпелазі розгорнутий контингент французької армії, що зветься Збройні сили Нової Каледонії (фр. Forces armées de Nouvelle-Calédonie, FANC). Здійснюється координація його дій з арміями Австралії та Нової Зеландії.
Найтіснішими є регіональні стосунки Нової Каледонії з Вануату, де понад 30 відсотків населення франкомовне. З 1993 року два архіпелаги були пов'язані спільною угодою про дружбу і співробітництво, 2002 року було підписано нову угоду про співпрацю. Ці документи дозволяють зміцнювати зв'язки між країнами в галузі освіти, професійної підготовки, фінансових інвестицій.
Економічне співробітництво Нової Каледонії в регіоні залишається на низькому рівні. Торговельні зв'язки в основному зосереджені на розвинених країнах — Австралії та Новій Зеландії. Доля малих острівних держав Океанії становить менше 1 % товарообігу Нової Каледонії.
Інституціоналізованої співпраці між Новою Каледонією і країнами Тихоокеанського регіону в рамках культурного обміну не існує, але іноді індивідуальна ініціатива окремих осіб та організацій надає можливості для популяризації культурної спадщини Нової Каледонії в регіоні. Найбільшою подією в цьому напрямку було проведення «Року Нової Каледонії» в Новій Зеландії з березня 2007 по лютий 2008 року. Новокаледонські групи регулярно беруть участь в музичних фестивалях, що проводяться в Австралії та Новій Зеландії. Нова Каледонія бере участь у фестивалях тихоокеанського мистецтва, що з 1972 року регулярно проводяться під егідою Секретаріату Тихоокеанської спільноти. Перший фестиваль мистецтв Меланезії був проведений 1998 року під егідою Групи Меланезійського вістря на Соломонових Островах, а 2010 року захід уперше проходив у Новій Каледонії.
Регіональні спортивні змагання Тихоокеанські ігри проводяться серед океанійських країн з 1963 року. В 1966, 1987 і 2011 роках вони проходили в Новій Каледонії. В іграх 2011 року брали участь 3,5 тис. спортсменів з 22 країн і територій регіону, які змагалися в 28 дисциплінах. Нова Каледонія була лідером за числом медалей на більшості Тихоокеанських ігор.
В рамках регіонального співробітництва багато новокаледонських студентів їде для продовження навчання до Австралії та Нової Зеландії.

## Галерея

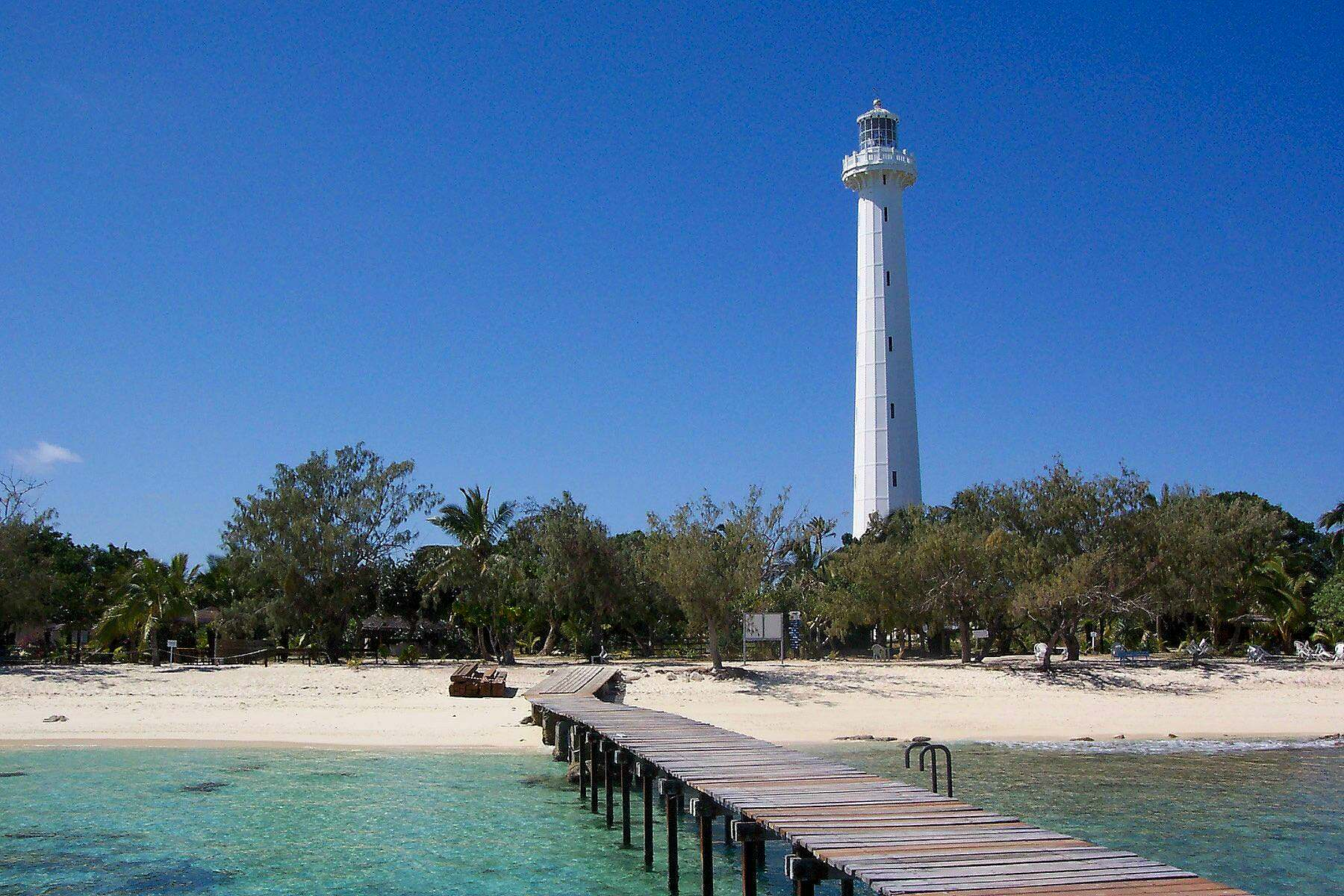
Маяк Амеде на однойменному острові, найвищий в світі металевий маяк
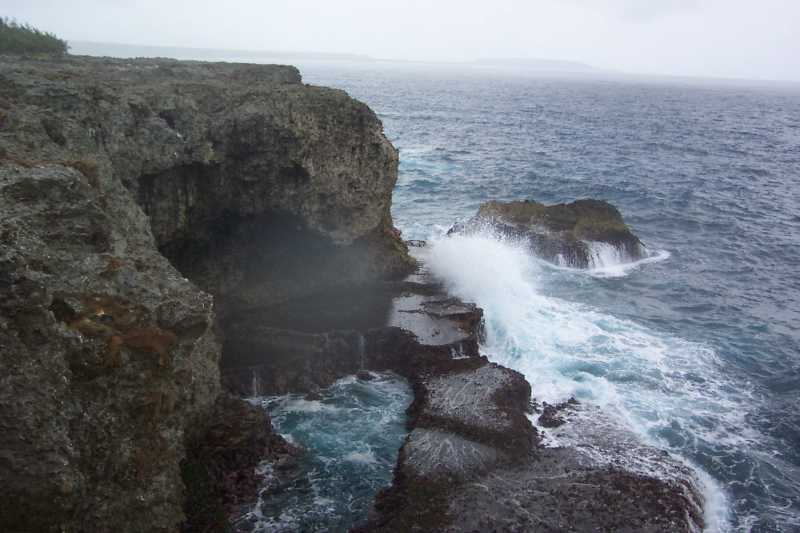
Скелі Xodre на Ліфу
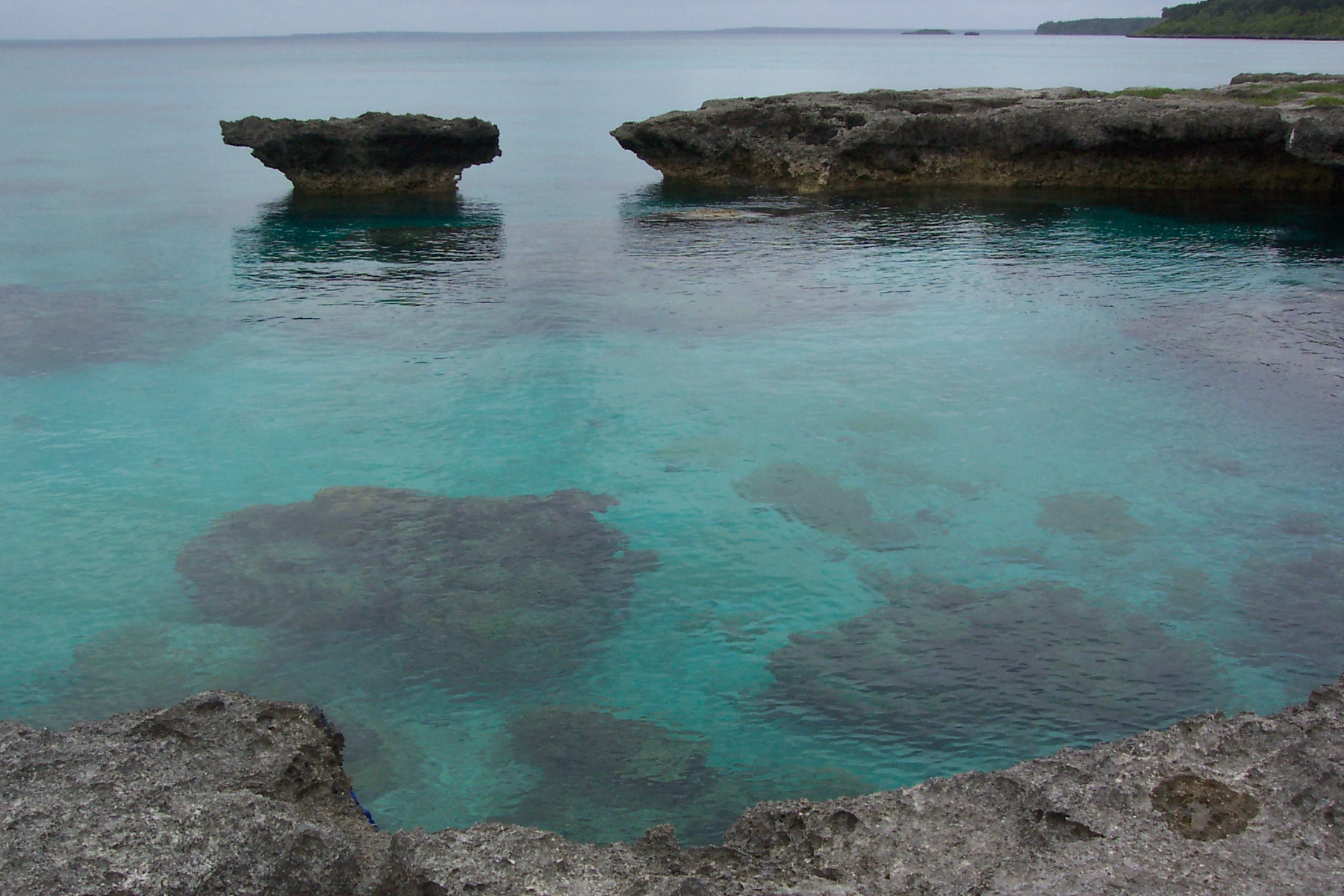
Кораловий риф біля узбережжя Ліфу
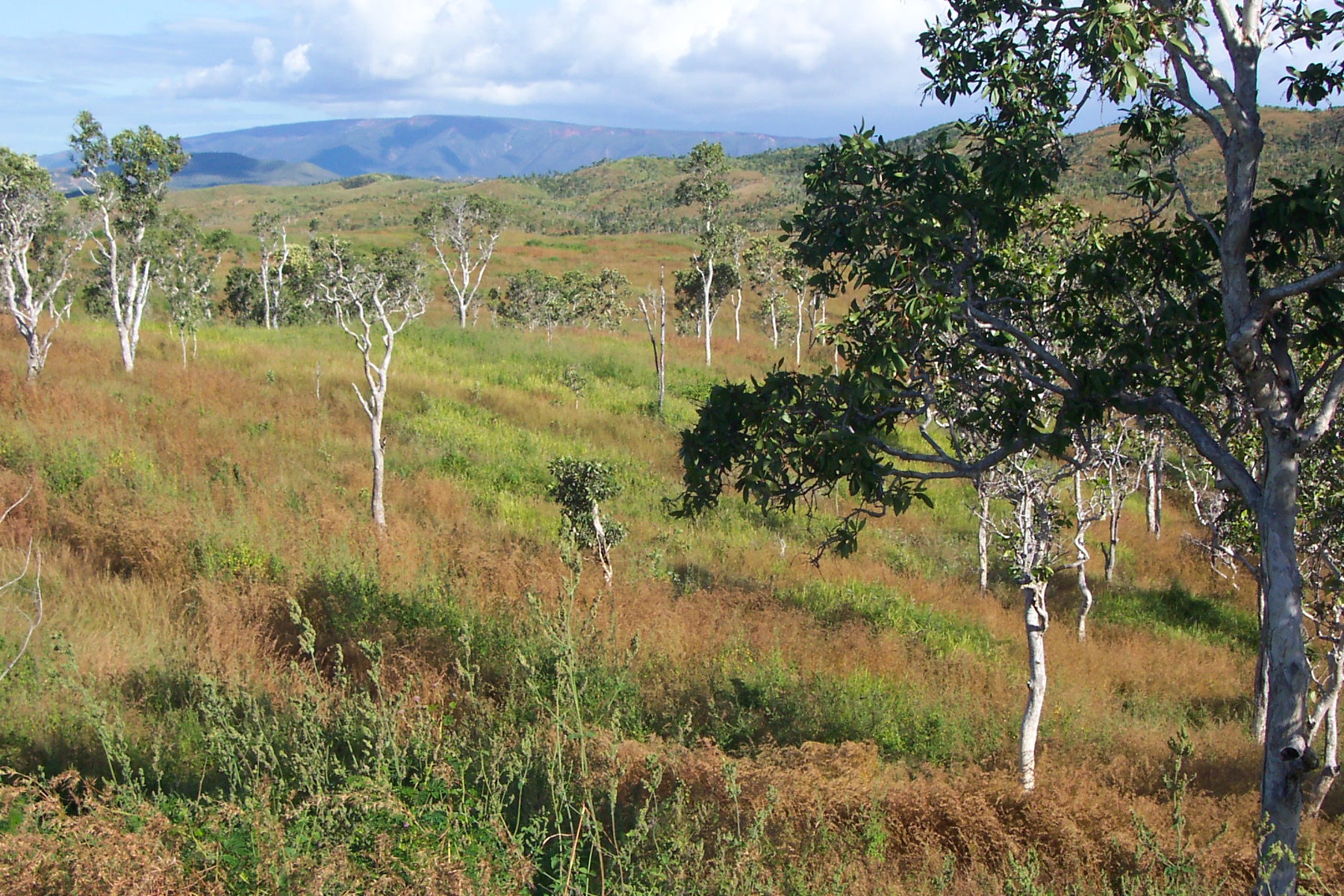
Підлісок на півночі, у бік Пума
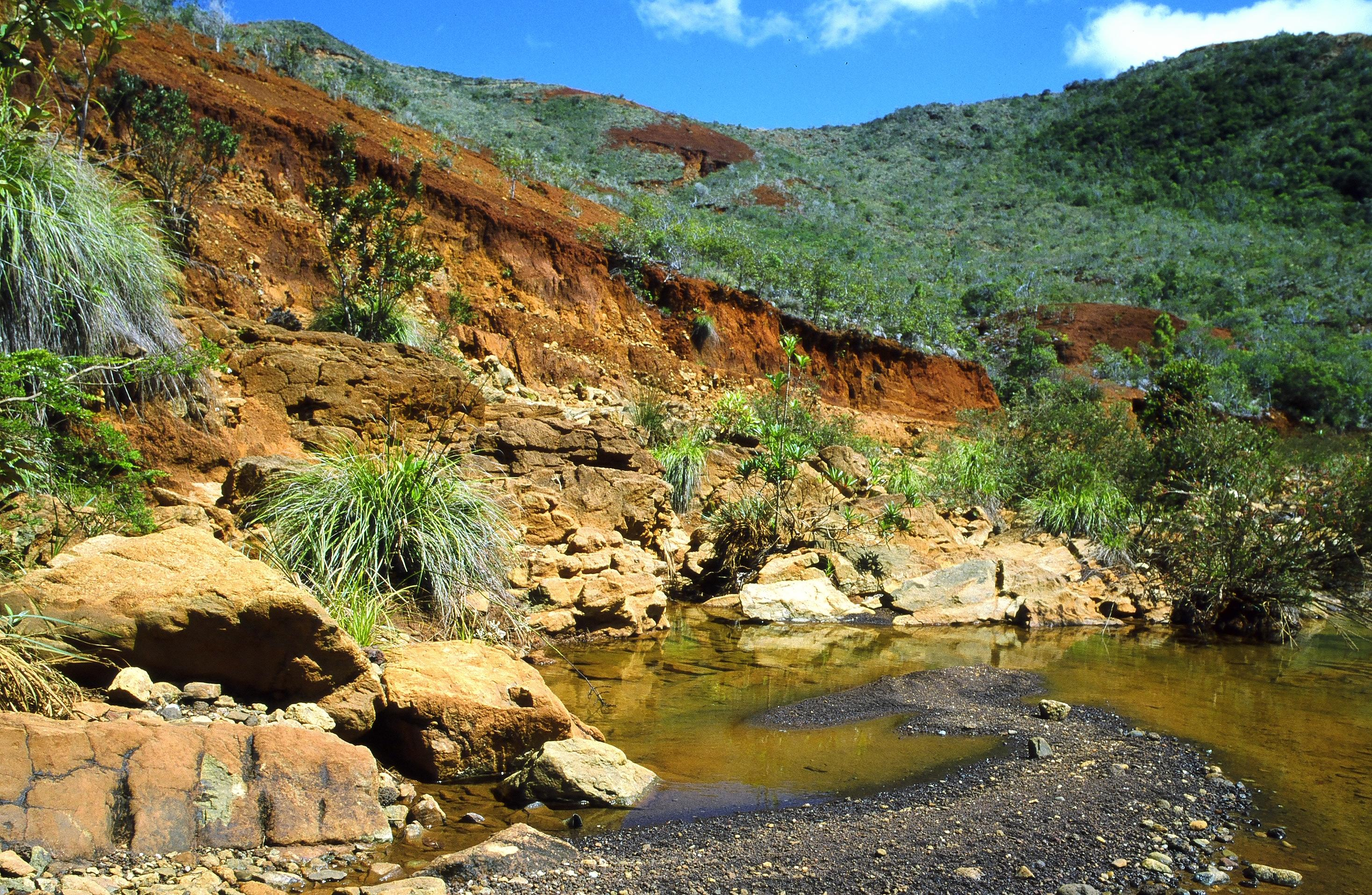
Річка на півдні Нової Каледонії — водойма, багата на оксиди металів, на півдні Гранд-Терр.
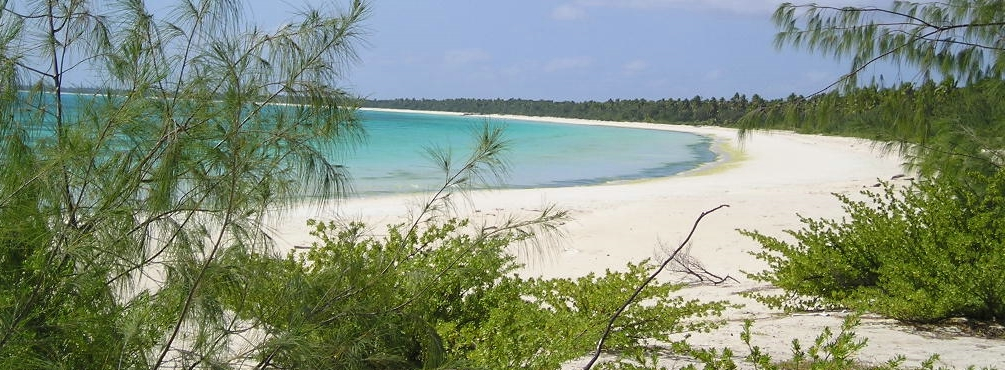
Пляж на Увеа, 25 км білого піску
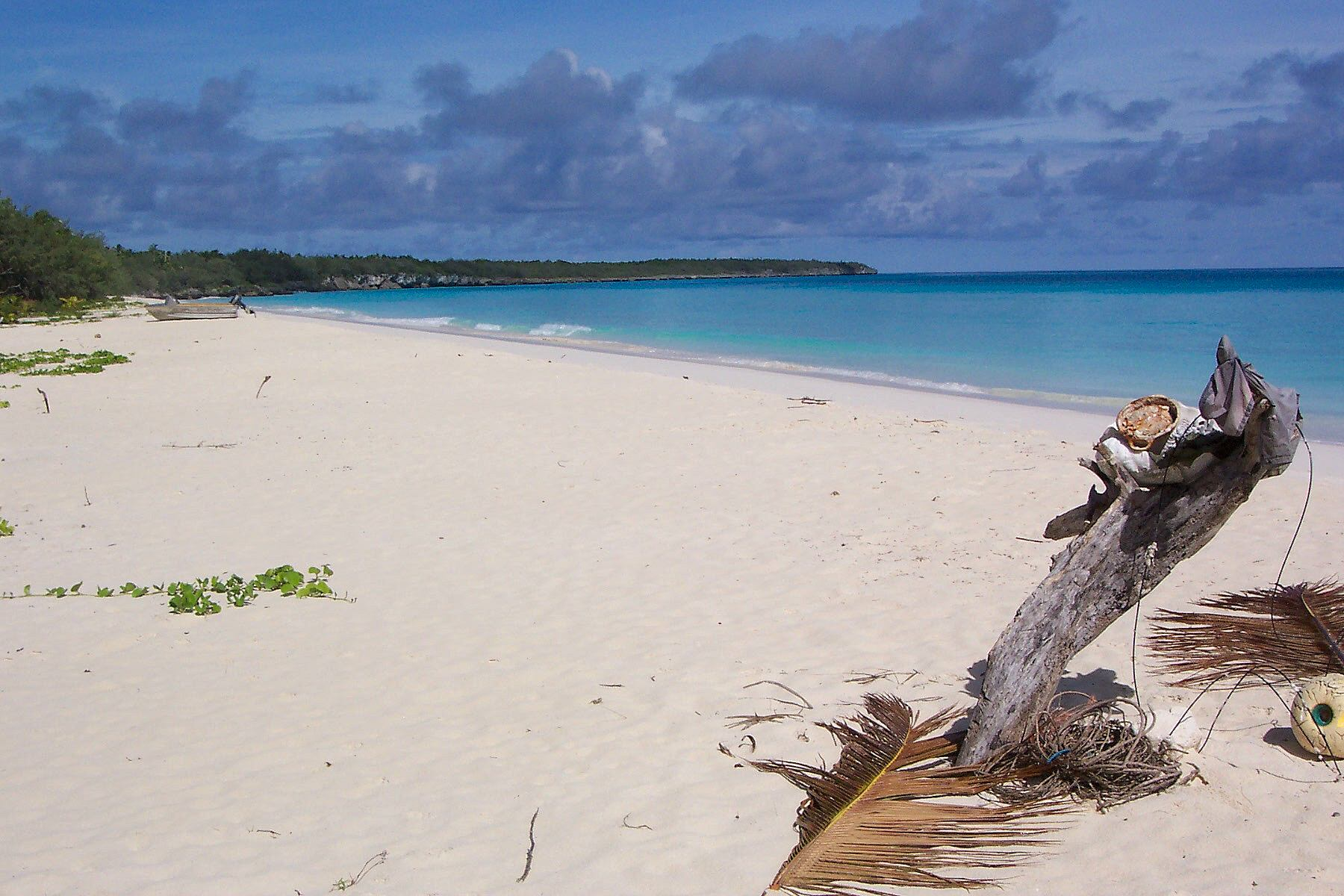
Пляж де Мулі на атолі Увеа